# Old Crown Inn

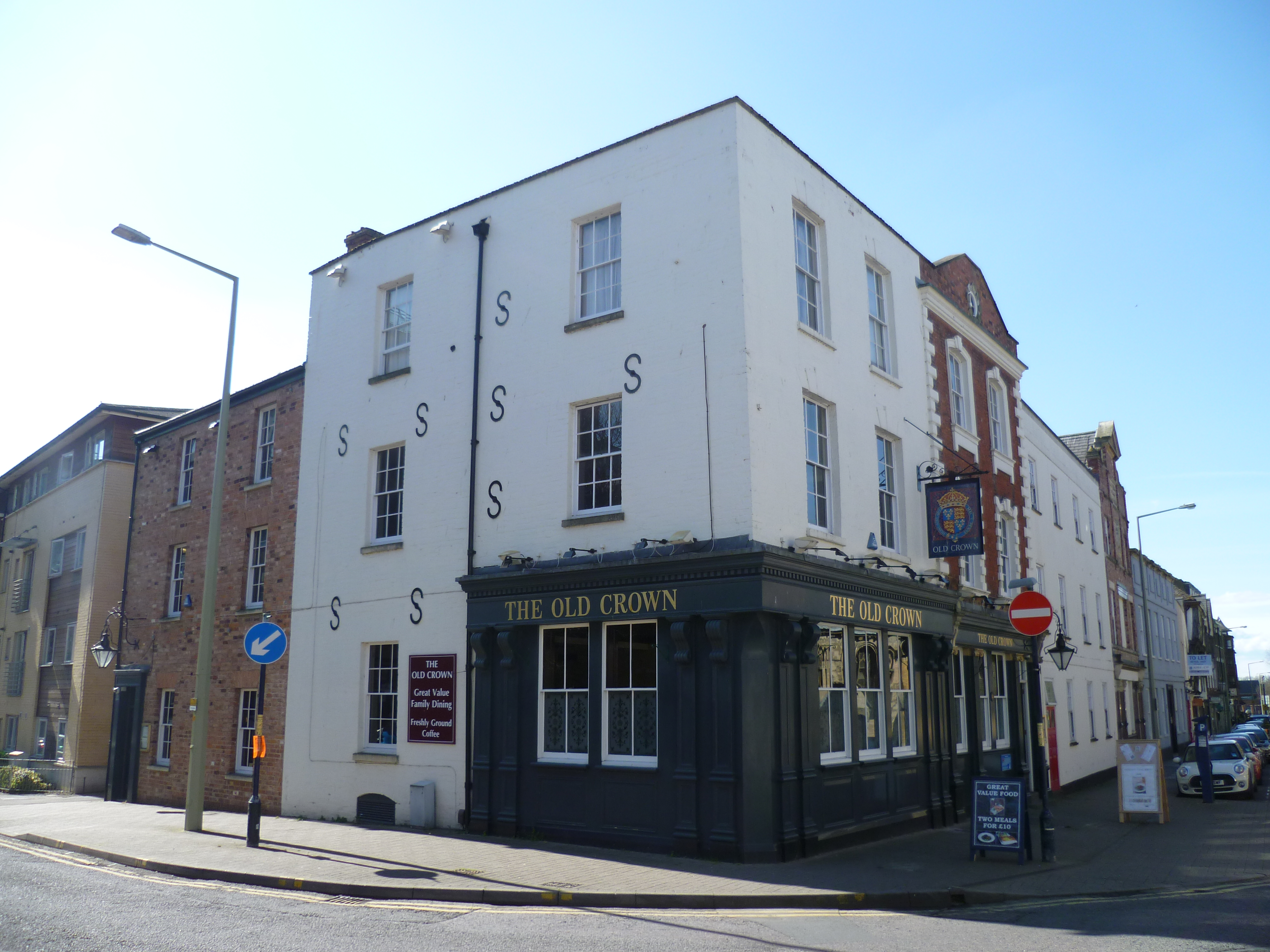
O Old Crown Inn

O Old Crown Inn é um estabelecimento público listado como grau II na 81 e 83 Westgate Street, Gloucester, Inglaterra.